# Ligne 114 (Infrabel)
La ligne 114 est une ligne de chemin de fer belge, fermée et désaffectée, longue de 13,6 km elle reliait les gares de Houdeng-Gœgnies et de Soignies.
Mise en service en 1876 par l'État belge elle est fermée au service des voyageurs en 1959 et à toutes circulations sur la totalité de son parcours en 1985.

## Histoire
Dans la loi du 3 juin 1870 relative à la reprise des lignes concédées aux compagnies constituant la Société générale d'exploitation de chemins de fer, une ligne de Houdeng-Gœgnies à Soignies figure dans la liste des nouvelles concessions accordées à cette occasion à la Compagnie des chemins de fer des bassins houillers du Hainaut, qui doit construire ces lignes puis les livrer à l’État. Comme la plupart des lignes concédées aux Bassins houillers, l’État doit finalement se charger de la construction.
La ligne à voie unique de Houdeng-Gœgnies à Soignies et mise en service par l'État belge le 7 août 1876.
Le service des voyageurs est fermé sur la totalité de la ligne le 30 septembre 1959 et, ce même jour, le tronçon de Houdeng-Gœgnies au Rœulx est également fermé au service des marchandises, il est déposé en 1965. Le tronçon du Rœulx à Soignies-Carrières est fermé en 1967 et déposé en 1969. Le tronçon de Soignies-Carrières à Soignies est fermé en 1985 et déposé en 1988.
Le nouveau tracé du canal du Centre, coupe l'assiette de cette ancienne ligne entre Le Rœulx et Trieu-à-Vallée.

## Caractéristiques
C'est une ligne à voie unique, longue de 13,6 km. Outre les gares d'extrémités : Houdeng-Gœgnies et Soignies, elle dispose à son ouverture de deux stations intermédiaires : Rœulx et Naast. Plus tard, trois haltes sont ouvertes : Petite Hollande, en 1895, Trieu-à-Vallée, en 1896 et Soignies-Carrières, en 1897.

## Patrimoine ferroviaire
La plateforme du chemin de fer est aménagée en Ravel entre Soignies et Naast. Un projet de prolongement du Ravel entre Naast et Le Roeulx est actuellement en projet au niveau de la région wallonne